# 訥夫邁松
讷夫迈松（法語：Neufmaisons，法語發音：[nœfmɛzɔ̃]）是法国默尔特-摩泽尔省的一个市镇，位于该省东南部，属于吕内维尔区。

## 地理
訥夫邁松（48°27'31"N, 6°50'53"E）面积21.63 平方千米，位于法国大東部大區默尔特-摩泽尔省，该省份为法国东北部内陆省份，是洛林的一部分，北邻比利时、卢森堡，北起顺时针与摩泽尔省、下莱茵省、孚日省和默兹省接壤。
与訥夫邁松接壤的市镇（或旧市镇、城区）包括：拉翁莱塔普、贝尔特里尚、佩克索讷、皮埃尔佩尔塞、瓦克维尔、沃内、普莱讷河畔塞勒。

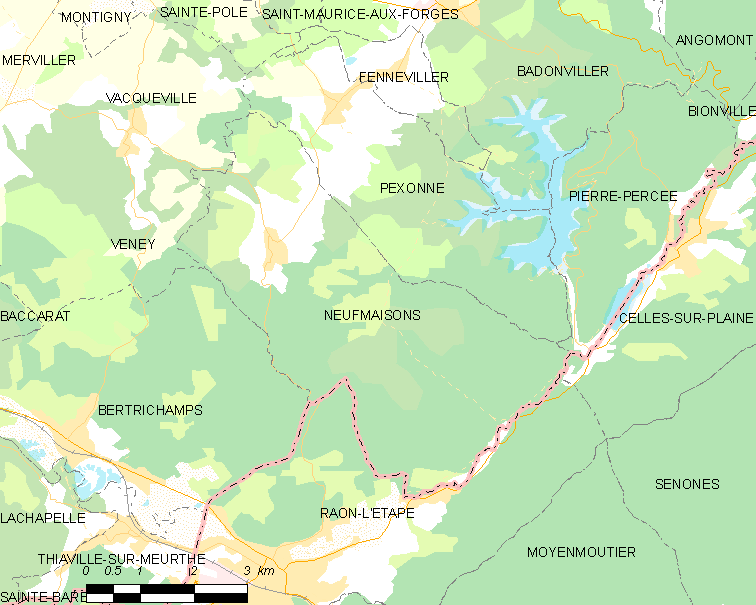
訥夫邁松的OSM定位图

訥夫邁松的时区为UTC+01:00、UTC+02:00（夏令时）。

## 行政
訥夫邁松的邮政编码为54540，INSEE市镇编码为54396。

## 政治
訥夫邁松所属的省级选区为巴卡拉县。

## 人口

1962-2008年间訥夫邁松人口变化图示

訥夫邁松于2022年1月1日时的人口数量为212人。